# Беззъби китове
Беззъбите китове (Mysticeti) са подразред едри бозайници от разред Китоподобни (Cetacea). Той включва 4 съвременни семейства с 15 вида, сред които са най-едрите бозайници. За разлика от останалите китоподобни - зъбатите китове - беззъбите нямат зъби, а специализирани рогови образувания - балени.

## Класификация
Подразред MysticetiБеззъби китове
- Семейство Aetiocetidae[1]
- Семейство Llanocetidae
- Семейство Mammalodontidae
- Клад Chaeomysticeti
  - Надсемейство Eomysticetoidea
    - Семейство Cetotheriopsidae
    - Семейство Eomysticetidae

  - Клад Balaenomorpha
    - Надсемейство Balaenoidea
      - Семейство Balaenidae: Гладки китове
      - Семейство Neobalaenidae: Малки гладки китове

    - Клад Thalassotherii
      - Семейство Aglaocetidae (парафилетично)[1]
      - Семейство Cetotheriidae
      - Семейство Diorocetidae (парафилетично)[1]
      - Семейство Pelocetidae (парафилетично)[1]

    - Надсемейство Balaenopteroidea
      - Семейство Balaenopteridae: Ивичести китове
      - Семейство Eschrichtiidae: Сиви китове